# Leng Ouch
Leng Ouch es un activista climático camboyano. Pasó su primera infancia en los bosques de Camboya y se convirtió en un activista contra la tala ilegal en los mismos. Es más conocido por actuar de incógnito para registrar las actividades de tala ilegal en su país de origen. Recibió el premio Goldman por el medio ambiente en 2016.

## Biografía
Leng Ouch pasó la mayor parte de su infancia en el régimen de los Jemeres Rojos. Pasó la primera parte de su vida escondido en las selvas de Camboya comenzando su educación después de que la familia se mudase a Phnom Penh en 1980. Trabajó para su educación y obtuvo una beca de derecho que le permitió unirse a muchas organizaciones de derechos humanos comenzando su carrera como activista.
Leng Ouch fundó las Cambodia Human Rights Task Forces (CHRTF), una organización para combatir la deforestación en Camboya. Durante las décadas de 2000 y 2010, Leng se ha infiltrado en situaciones a menudo peligrosas, tomando fotografías y registrando pruebas de tala ilegal, lo que ha provocado la cancelación de 23 concesiones de tierras, cubriendo 220.000 acres de bosques, y la exposición de una importante empresa maderera. A menudo, adoptando disfraces para ayudar en su trabajo haciéndose pasar por trabajador, comerciante de madera, conductor, turista e incluso como cocinero, Leng ha ayudado a descubrir miles de delitos y confiscar madera y equipo de tala. Leng se enfrenta al peligro en su línea de trabajo, ya que ha sido arrestado con otros activistas varias veces. Adicionalmente las acciones de defensa del medioambiente en Camboya son peligrosas, en algunos casos llevando a la muerte. En 2012 el activista medioambiental Chuck Wutty, colega de Ouch, fue brutalmente asesinado, y en 2015 un guardabosques y un oficial de policía fueron asesinados cuando patrullaban los bosques en busca de tala ilegal y caza furtiva.

## Premios
Leng fue galardonado con el Premio Ambiental Goldman en 2016 por su trabajo que expone la corrupción y la tala ilegal en Camboya.